# Entscheidungsnavi

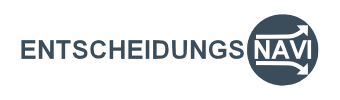
Logo des Entscheidungsnavis

Das Entscheidungsnavi ist ein an der RWTH Aachen University entwickeltes, webbasiertes Open-Source Tool zur Unterstützung von Entscheidungen. Es unterstützt einen reflektierten Entscheidungsprozess in den folgenden fünf Schritten:
1. Formulierung der Entscheidungsfrage
2. Beschreibung der Fundamentalziele
3. Identifikation der Handlungsoptionen
4. Aufstellung des Wirkungsmodells
5. Bewertung und Evaluation

Das Tool ist im Netz frei zugänglich, verfügt über eine deutsche und englische Benutzeroberfläche und kann ohne vorherige Registrierung in vollem Funktionsumfang verwendet werden. Eine umfangreiche, multimedial unterstütze Hilfefunktion, der Navi-Assistent, bietet Nutzern bei Bedarf viele zusätzliche Informationen, um die Qualität der eigenen Entscheidung zu maximieren. 

## Entstehungsgeschichte
Das Tool wurde 2017 am Lehr- und Forschungsgebiet Entscheidungsforschung und Finanzdienstleistungen der RWTH Aachen University unter Leitung von Rüdiger von Nitzsch entwickelt. Der Fokus lag zunächst auf der Unterstützung von Lehrveranstaltungen im Rahmen wirtschaftswissenschaftlicher und technischer Studiengänge. Seit dieser ersten, noch einfachen Version konnte das Tool mit umfangreichen Funktionserweiterungen zu einem ausgereiften Entscheidungsunterstützungssystem weiterentwickelt werden. Dabei half auch der eigens gegründete gemeinnützige Förderverein.

## Resonanz in Medien und Fachwelt
Unmittelbar nach der ersten Veröffentlichung des Tools wurde über das Entscheidungsnavi in diversen Zeitungen sowie im WDR-Regionalfernsehen berichtet. Mittlerweile sind auch mehrere Beiträge in wissenschaftlichen Fachzeitschriften erschienen, die professionelle Anwendungen des Tools im unternehmerischen und gesellschaftlichen Kontext beschreiben. Diese Anwendungen betreffen z. B. strategische Unternehmensentscheidungen in der Pharma-Branche, in der Organisationsgestaltung sowie in der Ausgestaltung der Energiewende. Im Jahr 2020 wurde das Entscheidungsnavi in das Förderprogramm der Digitalen Hochschule NRW aufgenommen, in diesem Zuge wurden zugleich digitale Lerneinheiten für Medizinstudierende zum Umgang mit dem Entscheidungsnavi in Patientengesprächen (Decision Master 2020) produziert. Anerkennung fand das Tool ebenso in der wissenschaftlichen Community in den USA, was an entsprechenden Testimonials der bekannten US-amerikanischen Entscheidungsforscher Ralph Keeney und Carl Spetzler auf der Startseite des Tools abgelesen werden kann.

## Wissenschaftliche Fundierung
Das Entscheidungsnavi stützt sich als wissenschaftlich fundiertes Tool auf die Inhalte und Methoden, die in der universitären Lehre zum Gebiet der Entscheidungstheorie vermittelt werden. Hierzu gehören zum einen Sensitivitätsanalysen, Risikoprofile, Tornadodiagramme, Monte-Carlo-Simulationen sowie Dominanzüberprüfungen beim Vorliegen unvollständiger Informationen. Einen besonderen Stellenwert im Tool besitzt jedoch der Value-Focused Thinking – Ansatz, der als Kernstück eines reflektierten Entscheidungsprozesses angesehen werden kann. Die Ermittlung der Nutzenwerte verschiedener Handlungsalternativen erfolgt auf Basis der multiattributiven Nutzentheorie. Die Analyse der erreichten Entscheidungsqualität erfolgt auf Basis des insbesondere im unternehmerischen Umfeld bekannten Konzeptes der Decision Quality. Ebenfalls berücksichtigt im Tool sind Hinweise zur Vermeidung von kognitiven Verzerrungen, wie sie in diversen Forschungsarbeiten von Daniel Kahneman beschrieben sind.

## Varianten des Tools
Das Entscheidungsnavi wird seit der ersten Version im Jahr 2017 stetig auf Basis von Nutzerfeedback und Anwenderwünschen weiterentwickelt und ist momentan in der Version 7 verfügbar. Mittlerweile gibt es drei verschiedene Varianten des Entscheidungsnavis, die jeweils für unterschiedliche Zielgruppen ausgelegt sind. Eine einfach gehaltene Variante richtet sich an eine Zielgruppe, die sich nur einen ersten Einblick in die Methodik verschaffen will. Eine sehr ausführlich kommentierte und umfangreiche Variante ist als Trainingstool zur Erlangung von Entscheidungskompetenz konzipiert und richtet sich primär an Studierende in der universitären Lehre. Für professionelle Anwender steht eine Variante zur Verfügung, die mit einem vollen Funktionsumfang auf einen geführten Prozess verzichtet.
Eine neue bewusst einfach gehaltene Variante des Entscheidungsnavis wurde eigens für Schülerinnen und Schüler zur Berufsorientierung entwickelt. Diese Variante ist im Zuge der KLUGentscheiden-Initiative der Universität Bayreuth in enger Abstimmung mit Johannes Siebert entstanden, der an der Entwicklung des Entscheidungsnavi auch schon von Beginn an beteiligt war.